# Maritim Hotelgesellschaft
Maritim Hotelgesellschaft mbH is een van de grootste Duitse hotelketens en is gevestigd in Bad Salzuflen in Noordrijn-Westfalen. Het bedrijf heeft 32 hotels in Duitsland en daarnaast nog 14 buitenlandse hotels in negen landen. Het eerste hotel van het bedrijf werd in 1969 opgericht; het Maritim Seehotel in Timmendorfer Strand. De naam en het logo van de keten vinden hun oorsprong in de locatie van dit eerste hotel aan de zee. Met de opening van een hotel op Tenerife startte de expansie in het buitenland. De buitenlandse hotels zijn veelal franchisevestigingen.
Gemeten naar omzet was het in 2018 de zevende hotelketen van Duitsland.
Het bedrijf is eigendom van de dochters Christel en Monika van de in 1994 overleden oprichter Hans-Joachim Gommolla. Monika is tevens voorzitter van de raad van commissarissen.

## Hotelconcepten
De Maritim Hotels richten zich op bijeenkomsten en congressen onder het motto "Tagen und Wohnen unter einem Dach". Alle hotels hebben een grote evenementencapaciteit. Sommige hotels zijn direct verbonden met de congrescentra van de stad.
De Maritim Hotels zijn onder te verdelen in de volgende categorieën:
- Conferentie- en stadshotels: Deze hotels hebben een centrale ligging met goede bereikbaarheid.[6] Het zalencentrum is hier ook geschikt voor grote evenementen en congressen.
- Resorthotels: De resorthotels zijn vooral gericht op individuele vakantiegangers in vakantieregio's en kuuroorden. In Duitsland bevinden ze zich aan de Oostzee, in kuuroorden en in het Zwarte Woud, in het buitenland in Albanië, Bulgarije, China, Egypte, Malta, Mauritius, Nederland, Spanje en Turkije.[7]

## Fotogalerij

Maritim hotels
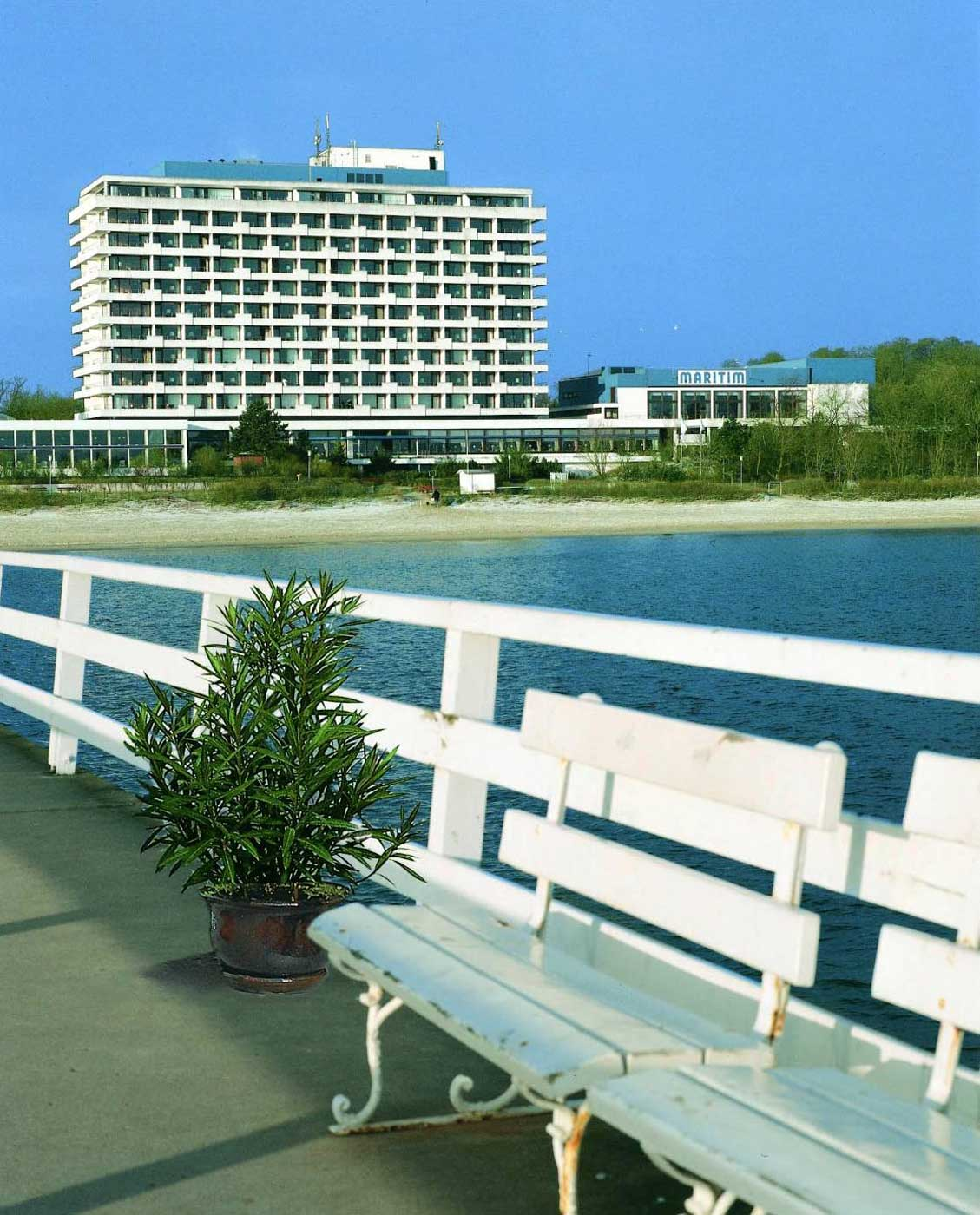
Maritim Seehotel, Timmendorfer Strand
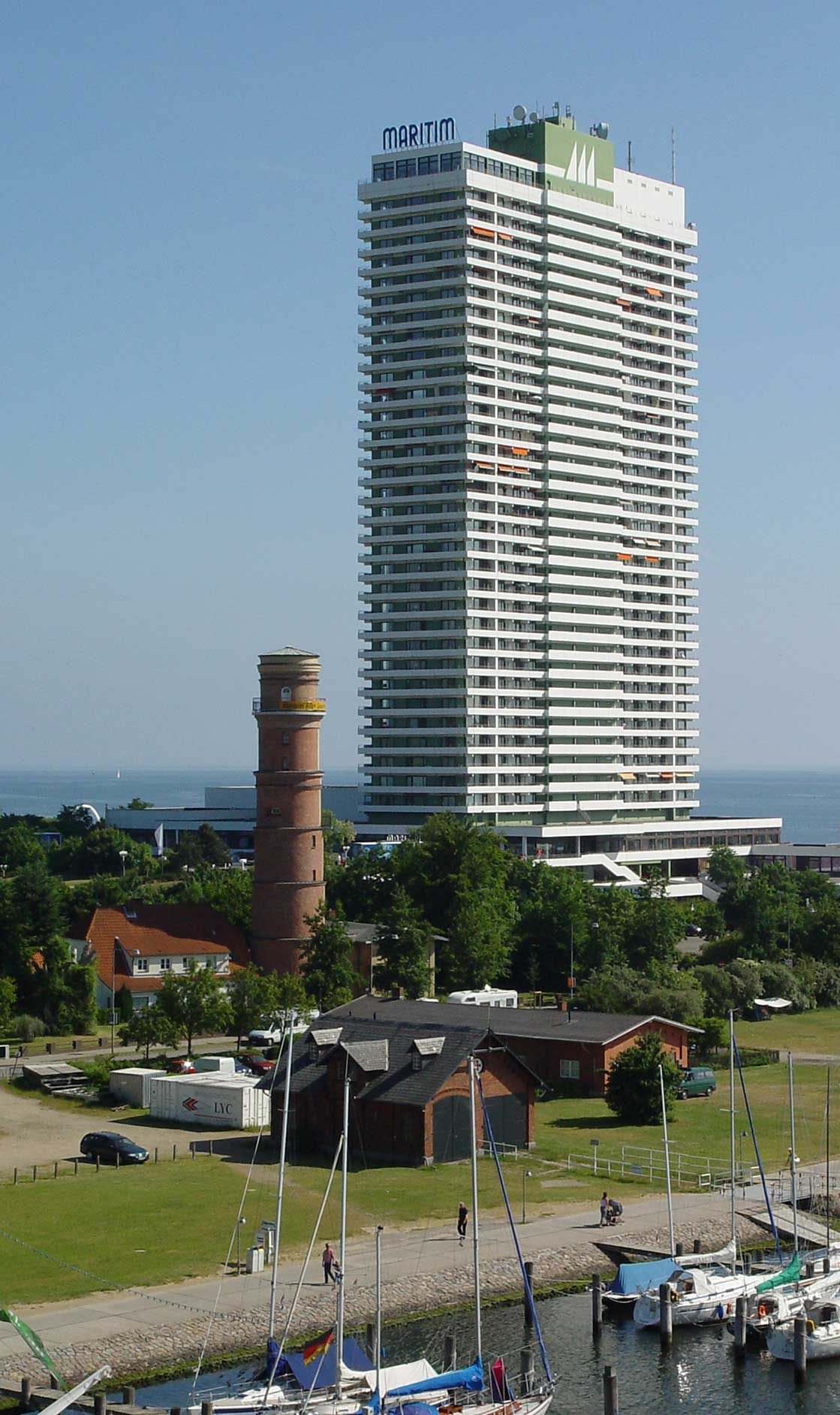
Maritim Travemünde met baken, op de voorgrond de oude vuurtoren van Travemünde
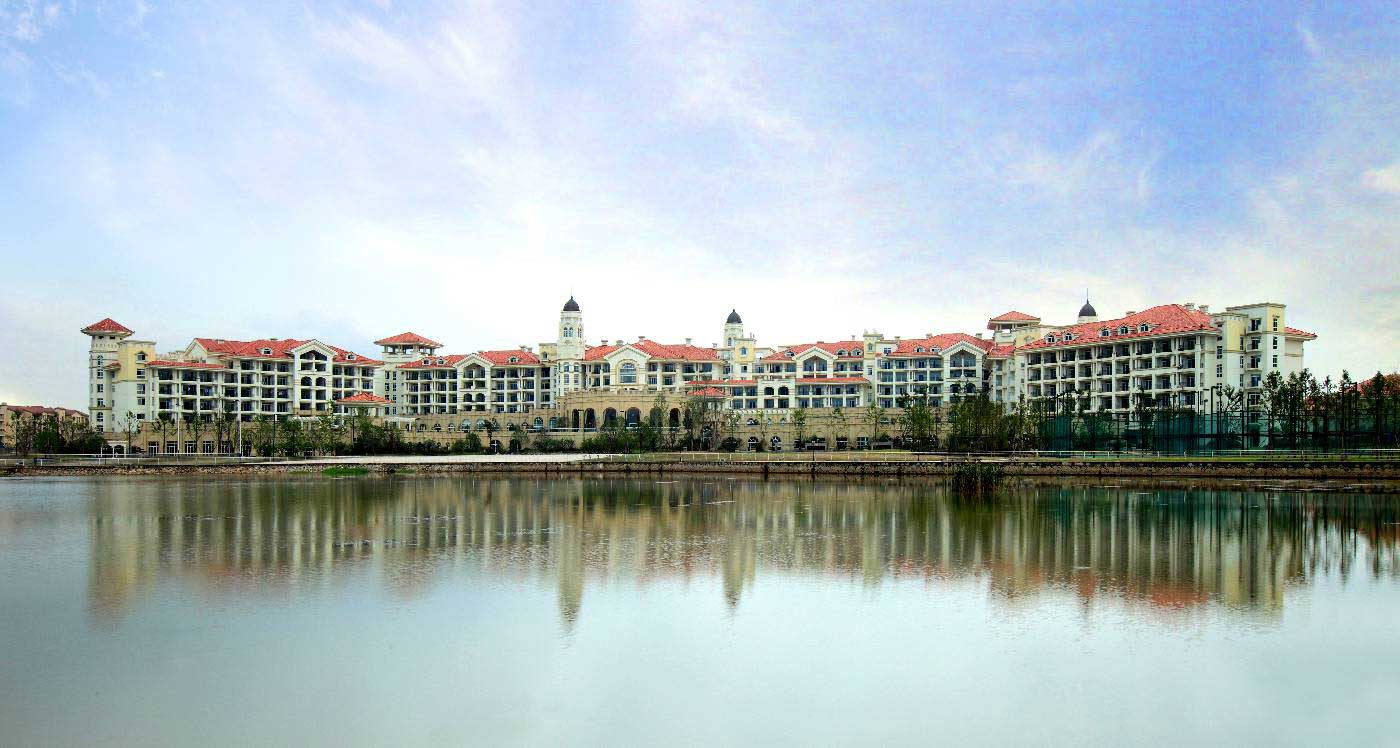
Maritim Hotel Wuhu, China
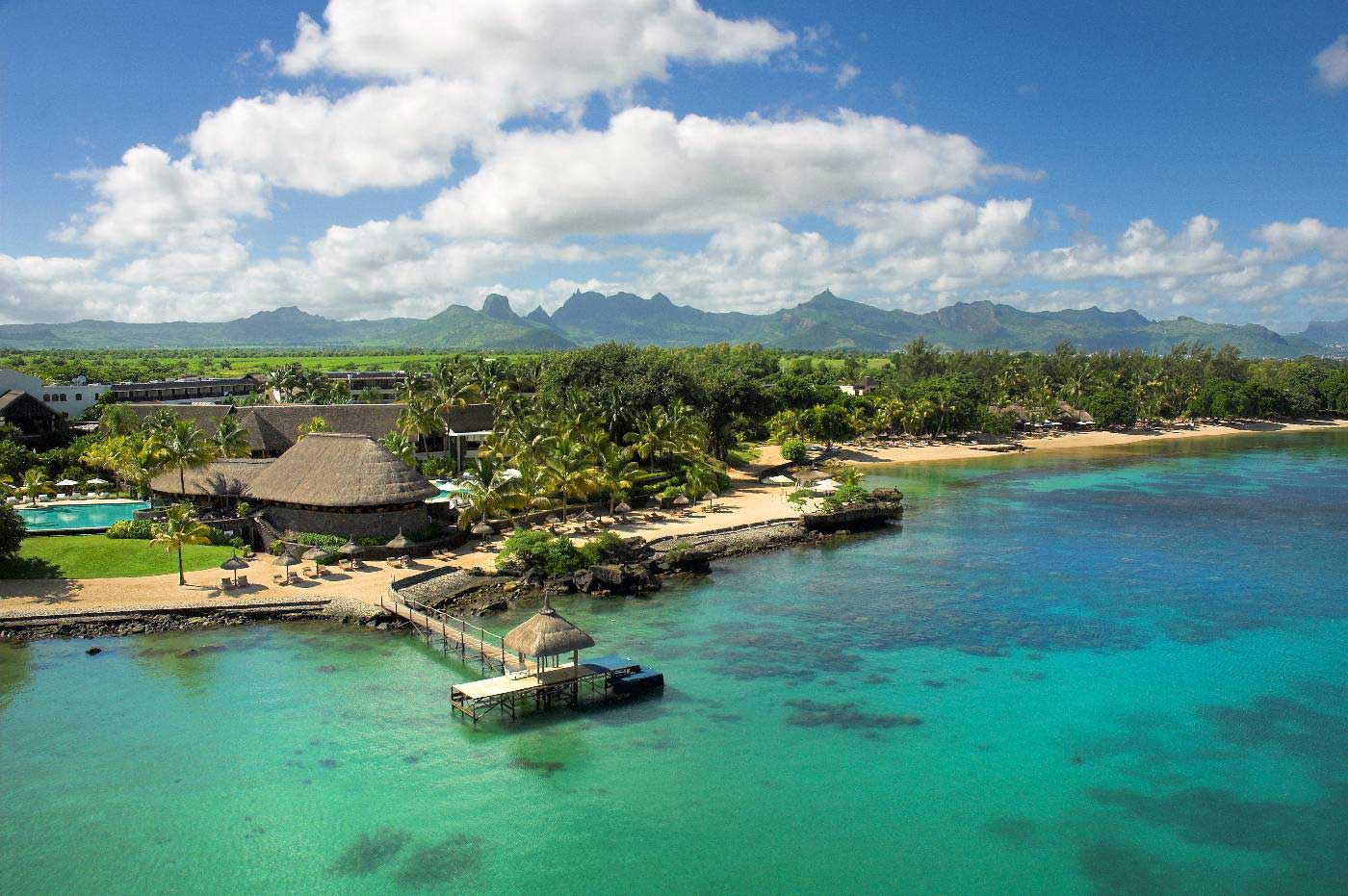
Maritim Hotel Mauritius
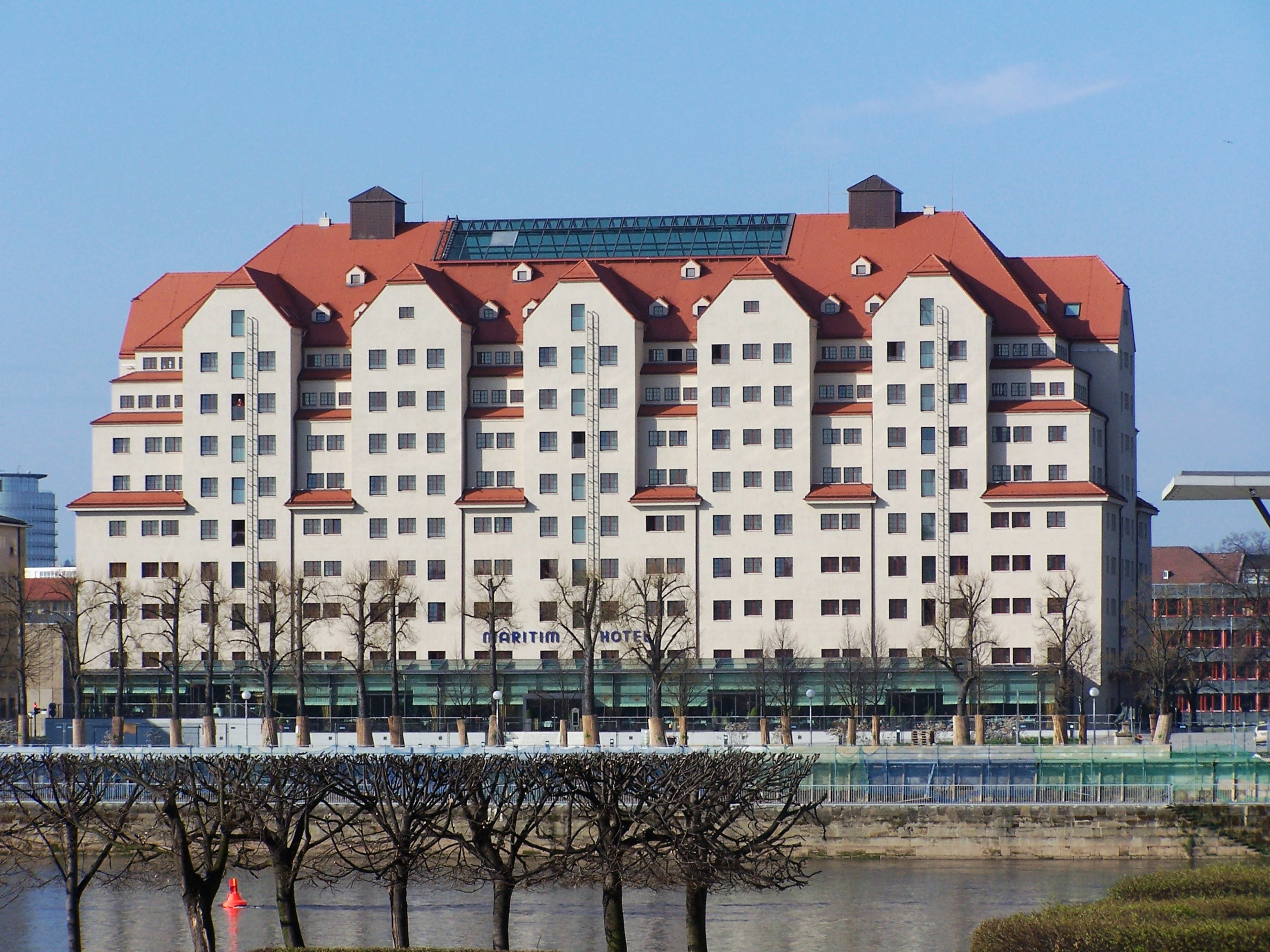
Het International Congress Center Dresden behoort tot het Maritim Hotel in Dresden in de historische Erlweinspeicher